# Lewis Capaldi
Lewis Marc Capaldi (Glasgow, Escocia; 7 de octubre de 1996) es un cantante y compositor escocés. Desde temprana edad, mostró gran interés por la música, por lo que comenzó a cantar en lugares públicos a los 9 años, edad en la que ya sabía tocar el piano y la guitarra. Con 17 años, fue descubierto a través de SoundCloud y firmó un contrato con Virgin EMI Records, donde comenzó a publicar música de manera oficial.
Saltó a la fama en 2018 con el lanzamiento de su sencillo «Someone You Loved», el cual alcanzó la primera posición de las listas oficiales de éxitos de Canadá, los Estados Unidos, Irlanda y el Reino Unido. Asimismo, su álbum debut Divinely Uninspired to a Hellish Extent, lanzado en mayo de 2019, batió récords en ventas en Irlanda y el Reino Unido, donde lideró por numerosas semanas y logró múltiples discos de platino. El álbum también incluyó los sencillos «Hold Me While You Wait» y «Grace», que también tuvieron una buena recepción comercial en ambos países. En 2020, fue lanzada una versión extendida del álbum, que incluyó el sencillo «Before You Go», el cual se convirtió en su segundo éxito internacional tras ingresar al top 10 en numerosos países.
Por otra parte, Capaldi ha sido receptor de dos premios Brit, además de haber sido nominado en una ocasión a los premios Grammy. Igualmente, ha sido telonero de Niall Horan  y Sam Smith.

## Biografía

### 1996-2018: primeros años e inicios musicales
Lewis Capaldi nació el 7 de octubre de 1996 en la ciudad de Glasgow, Escocia. Desde temprana edad comenzó a mostrar interés por la música, y a los 2 años ya tenía conocimientos básicos sobre cómo tocar la guitarra y el piano. Comenzó a cantar en lugares públicos a los 9 años y eventualmente subía su música a SoundCloud, hasta que fue descubierto por su mánager Ryan Walter a los 17 años. Poco después, Capaldi firmó un contrato discográfico con Virgin EMI Records y lanzó su primer sencillo, «Bruises», el cual llegó hasta la posición 17 del UK Singles Chart y fue certificado con disco de platino por exceder las 600 mil unidades vendidas en el Reino Unido. Más tarde, publicó su segundo sencillo, llamado «Lost On You», el cual, si bien no ingresó al UK Singles Chart, recibió el disco de plata por 200 mil unidades vendidas. En octubre de 2017, lanzó su primer extended play, titulado Bloom. 
En junio de 2018, Capaldi publicó su sencillo «Tough», que se convirtió en su primera canción en ingresar al listado oficial de Irlanda, tras lograr el puesto 39. Meses después, sacó a la luz su tema «Grace», el cual alcanzó la posición número 10 en Irlanda y la 9 en el Reino Unido, e igualmente obtuvo el disco de platino por 600 mil unidades vendidas. Capaldi alcanzó la fama con el lanzamiento de su sencillo «Someone You Loved» en noviembre, el cual alcanzó la primera posición en los listados de Irlanda y el Reino Unido, donde además se mantuvo por siete semanas consecutivas. Asimismo, fue su primera canción en ingresar en conteos internacionales, llegando al puesto 1 en Canadá y los Estados Unidos, el 3 en Suiza, 4 en Australia y Nueva Zelanda, 8 en Austria y 18 en Alemania. Su éxito le valió triple disco de platino en Australia y el Reino Unido, y doble en Canadá, los Estados Unidos y Nueva Zelanda.

### 2019-presente:Divinely Uninspired to a Hellish Extenty éxito internacional
En febrero de 2019, Capaldi fue nominado a los premios Brit en la categoría de Elección de los Críticos. En mayo, lanzó su sencillo «Hold Me While You Wait», que se convirtió en su segundo número 1 en Irlanda, además de haber alcanzado el puesto 4 en el Reino Unido, donde también recibió el disco de platino por 600 mil unidades. Ese mismo mes, finalmente publicó su primer álbum de estudio, titulado Divinely Uninspired to a Hellish Extent, el cual batió récords en ventas en el Reino Unido, debutando en la cima del UK Albums Chart con 89 506 unidades vendidas, marcando el mayor debut del 2019. También consiguió vender más que el resto del top 10 de esa semana combinado. El álbum fue certificado con disco de oro por 100 mil unidades con solo una semana de estreno y más tarde con disco de platino por 300 mil en solo un mes. En Irlanda también tuvo un elevado índice de ventas, logrando el primer puesto con la mejor semana en ventas por un álbum debut masculino en la década, así como el mayor debut general del 2019. Asimismo, el disco se mantuvo por cuatro semanas consecutivas en el primer lugar.
En los premios Grammy de 2020, obtuvo su primera nominación en la categoría de Canción del Año por «Someone You Loved». Asimismo, en los premios Brit, recibió cuatro nominaciones, de las cuales ganó Mejor Artista Nuevo y Canción del Año por «Someone You Loved». Posteriormente, lanzó una edición extendida de Divinely Uninspired to a Hellish Extent que incluyó el sencillo «Before You Go», el cual se convirtió en su segundo número 1 en el Reino Unido y segundo top 10 en los Estados Unidos.

## Vida personal
Desde que tiene 10 años, Capaldi vive con sus padres en la antigua casa de su familia en Whitburn, un pequeño pueblo de Escocia situado entre las ciudades de Glasgow y Edimburgo. Es primo del actor Peter Capaldi.
El cantante escocés  Lewis Capaldi sufre de síndrome de Tourette, que le fue diagnosticado en el 2022. En pleno concierto en Alemania (en el Mercedes-Benz Arena de Berlín), tuvo una crisis que le impedía cantar debido a los espasmos involuntarios que le generaba.

## Discografía

### Álbumes de estudio
| Año  | Álbum                                                                     | Posicionamiento en listas | Posicionamiento en listas | Posicionamiento en listas | Posicionamiento en listas | Posicionamiento en listas | Posicionamiento en listas | Posicionamiento en listas | Posicionamiento en listas | Posicionamiento en listas | Certificaciones                                                   |
| Año  | Álbum                                                                     | ALE                       | AUS                       | AUT                       | CAN                       | EUA                       | IRL                       | NZ                        | UK                        | SUI                       | Certificaciones                                                   |
| ---- | ------------------------------------------------------------------------- | ------------------------- | ------------------------- | ------------------------- | ------------------------- | ------------------------- | ------------------------- | ------------------------- | ------------------------- | ------------------------- | ----------------------------------------------------------------- |
| 2019 | Divinely Uninspired to a Hellish Extent - Lanzamiento: 17 de mayo de 2019 | 7                         | 7                         | 6                         | 5                         | 20                        | 1                         | 6                         | 1                         | 3                         | - ARIA: Oro - MC: 2× Platino - RMNZ: 3× Platino - BPI: 3× Platino |
| 2023 | Broken by Desire to Be Heavenly Sent - Lanzamiento: 19 de mayo de 2023    | —                         | —                         | —                         | —                         | —                         | —                         | —                         | —                         | —                         | —                                                                 |

### Sencillos
| Año                                                                            | Sencillo                  | Posiciones | Posiciones | Posiciones | Posiciones | Posiciones | Posiciones | Posiciones | Posiciones | Posiciones | Certificaciones | Álbum                                   |
| Año                                                                            | Sencillo                  | ALE        | AUS        | AUT        | CAN        | EUA        | IRL        | NZ         | UK         | SUI        | Certificaciones | Álbum                                   |
| ------------------------------------------------------------------------------ | ------------------------- | ---------- | ---------- | ---------- | ---------- | ---------- | ---------- | ---------- | ---------- | ---------- | --- | --------------------------------------- |
| 2017                                                                           | «Bruises»                 | 84         | 76         | 60         | 67         | 122        | 8          | 40         | 6          | 42         | - ARIA: 2× Platino - MC: 3× Platino - RMNZ: Platino - BPI: 3× Platino                                                       | Divinely Uninspired to a Hellish Extent |
| 2017                                                                           | «Lost On You»             | —          | —          | —          | —          | —          | —          | —          | —          | —          | - MC: Oro - BPI: Oro | Divinely Uninspired to a Hellish Extent |
| 2017                                                                           | «Fade»                    | —          | —          | —          | —          | —          | —          | —          | —          | —          | - BPI: Plata | Divinely Uninspired to a Hellish Extent |
| 2018                                                                           | «Rush» (con Jessie Reyez) | —          | —          | —          | —          | —          | —          | —          | —          | —          | - BPI: Plata | Sin álbum                               |
| 2018                                                                           | «Tough»                   | —          | —          | —          | —          | —          | —          | —          | —          | —          | - BPI: Plata | Breach                                  |
| 2018                                                                           | «Grace»                   | —          | —          | —          | —          | —          | 10         | —          | 9          | —          | - ARIA: Oro - MC: Oro - BPI: 2× Platino                                                                                     | Divinely Uninspired to a Hellish Extent |
| 2018                                                                           | «Someone You Loved»       | 18         | 4          | 8          | 1          | 1          | 1          | 4          | 1          | 3          | - BVMI: Platino - ARIA: 10× Platino - IFPI AUT: Platino - MC: Diamante - RIAA: Platino - RMNZ: 4× Platino - BPI: 6× Platino | Divinely Uninspired to a Hellish Extent |
| 2019                                                                           | «Hold Me While You Wait»  | —          | —          | —          | —          | —          | 1          | 53         | 4          | 63         | - ARIA: Platino - MC: 2× Platino - BPI: 2× Platino                                                                          | Divinely Uninspired to a Hellish Extent |
| 2019                                                                           | «Before You Go»           | 42         | 7          | 20         | 18         | 10         | 1          | 9          | 1          | 5          | - ARIA: 3× Platino - MC: 4× Platino - RIAA: Platino - RMNZ: 2× Platino - BPI: 2× Platino                                    | Divinely Uninspired to a Hellish Extent |
| «—» indica que el sencillo no fue lanzado o no se posicionó en ese territorio. |                           |            |            |            |            |            |            |            |            |            | |                                         |

## Premios y nominaciones
| Año  | Premiación                        | Nominado por                            | Categoría                               | Resultado | Ref.          |
| ---- | --------------------------------- | --------------------------------------- | --------------------------------------- | --------- | ------------- |
| 2017 | Scottish Alternative Music Awards | Lewis Capaldi                           | Mejor Artista Acústico                  | Ganador   | [ 31 ]        |
| 2017 | Scottish Music Awards             | Lewis Capaldi                           | Mejor Artista Revelación                | Ganador   | [ 32 ]        |
| 2018 | Great Scot Awards                 | Lewis Capaldi                           | Mejor Artista Revelación                | Ganador   | [ 33 ]        |
| 2018 | Forth Awards                      | Lewis Capaldi                           | Estrella en Ascenso                     | Ganador   | [ 34 ]        |
| 2019 | Premios Brit                      | Lewis Capaldi                           | Elección de los Críticos                | Nominado  | [ 9 ]         |
| 2019 | BBC Radio 1 Teen Awards           | Lewis Capaldi                           | Artista Británico Favorito              | Ganador   | [ 35 ]        |
| 2019 | BBC Radio 1 Teen Awards           | «Someone You Loved»                     | Mejor Sencillo                          | Ganador   | [ 35 ]        |
| 2019 | NRJ Music Awards                  | «Someone You Loved»                     | Canción Internacional del Año           | Nominado  | [ 36 ]        |
| 2019 | NRJ Music Awards                  | Lewis Capaldi                           | Revelación Internacional del Año        | Nominado  | [ 36 ]        |
| 2019 | Q Awards                          | «Someone You Loved»                     | Mejor Canción                           | Ganador   | [ 37 ]        |
| 2020 | American Music Awards             | «Someone You Loved»                     | Canción Favorita de Pop/Rock            | Nominado  | [ 38 ] [ 39 ] |
| 2020 | American Music Awards             | Lewis Capaldi                           | Artista Nuevo del Año                   | Nominado  | [ 38 ] [ 39 ] |
| 2020 | American Music Awards             | Lewis Capaldi                           | Artista Adult Contemporary Favorito     | Nominado  | [ 38 ] [ 39 ] |
| 2020 | ARIA Music Awards                 | Lewis Capaldi                           | Mejor Artista Internacional             | Nominado  | [ 40 ]        |
| 2020 | Billboard Music Awards            | «Someone You Loved»                     | Mejor Canción Hot 100                   | Nominado  | [ 41 ] [ 42 ] |
| 2020 | Billboard Music Awards            | «Someone You Loved»                     | Canción más Vendida                     | Nominado  | [ 41 ] [ 42 ] |
| 2020 | Billboard Music Awards            | «Someone You Loved»                     | Canción más Sonada en Radios            | Nominado  | [ 41 ] [ 42 ] |
| 2020 | Grammy Awards                     | «Someone You Loved»                     | Canción del Año                         | Nominado  | [ 13 ]        |
| 2020 | Premios Brit                      | «Someone You Loved»                     | Canción del Año                         | Ganador   | [ 14 ]        |
| 2020 | Premios Brit                      | Divinely Uninspired to a Hellish Extent | Álbum del Año                           | Nominado  | [ 14 ]        |
| 2020 | Premios Brit                      | Lewis Capaldi                           | Mejor Artista Nuevo                     | Ganador   | [ 14 ]        |
| 2020 | Premios Brit                      | Lewis Capaldi                           | Mejor Artista Solista Masculino         | Nominado  | [ 14 ]        |
| 2020 | iHeartRadio Music Awards          | Lewis Capaldi                           | Mejor Artista Nuevo Pop                 | Nominado  | [ 43 ]        |
| 2020 | iHeartRadio Music Awards          | «Someone You Loved»                     | Mejor Letra                             | Nominado  | [ 43 ]        |
| 2020 | Ivor Novello Awards               | «Someone You Loved»                     | Canción más Interpretada                | Nominado  | [ 44 ]        |
| 2020 | Ivor Novello Awards               | «Hold Me While You Wait»                | Canción más Interpretada                | Nominado  | [ 44 ]        |
| 2020 | LOS40 Music Awards                | «Before You Go»                         | Mejor Canción Internacional             | Nominado  | [ 45 ] [ 46 ] |
| 2020 | LOS40 Music Awards                | Divinely Uninspired to a Hellish Extent | Mejor Álbum Internacional               | Nominado  | [ 45 ] [ 46 ] |
| 2020 | LOS40 Music Awards                | Lewis Capaldi                           | Mejor Artista o Grupo Internacional     | Nominado  | [ 45 ] [ 46 ] |
| 2020 | MTV Europe Music Awards           | Lewis Capaldi                           | Mejor Artista Reino Unido/Irlanda       | Nominado  | [ 47 ]        |
| 2020 | MTV Video Music Awards            | Lewis Capaldi                           | Mejor Artista Nuevo                     | Nominado  | [ 48 ]        |
| 2020 | NRJ Music Awards                  | Lewis Capaldi                           | Artista Masculino Internacional del Año | Nominado  | [ 49 ] [ 50 ] |
| 2020 | NRJ Music Awards                  | «Before You Go»                         | Canción Internacional del Año           | Nominado  | [ 49 ] [ 50 ] |
| 2021 | Billboard Music Awards            | Lewis Capaldi                           | Artista más Radiado                     | Nominado  | [ 51 ]        |
| 2021 | iHeartRadio Music Awards          | «Before You Go»                         | Mejor Letra                             | Nominado  | [ 52 ]        |
| 2021 | Ivor Novello Awards               | «Before You Go»                         | Canción más Interpretada                | Nominado  | [ 53 ] [ 54 ] |
| 2021 | Ivor Novello Awards               | «Someone You Loved»                     | Canción más Interpretada                | Nominado  | [ 53 ] [ 54 ] |

## Giras
Como artista principal
- 2017: Bloom UK Tour
- 2019-20: Divinely Uninspired to a Hellish Extent Tour
- 2023: Broken By Desire To Be Heavenly Sent Tour

Como telonero
- 2018: Flicker World Tour (de Niall Horan)
- 2019: The Thrill of It All Tour (de Sam Smith)
- 2020: Nice to Meet You Tour (de Niall Horan)